# 主教帽

天主教香港教區榮休主教陳日君樞機牧徽

主教帽（galero，複數寫法為galeri，俗稱紅帽子）是一種供天主教神職人員戴的，闊邊、扁平、帶穗的帽子。顧名思義，原來是給具主教位階的人（包括大主教、正權主教、助理主教、輔理主教、宗座代牧、修院院牧、總院長）戴的帽子，但慢慢只限於樞機佩戴，以示其在教會中顧問的地位。教宗擢升樞機時，會在御前會議上為候任樞機帶上紅帽子。

## 梵蒂岡第二次大公會議後

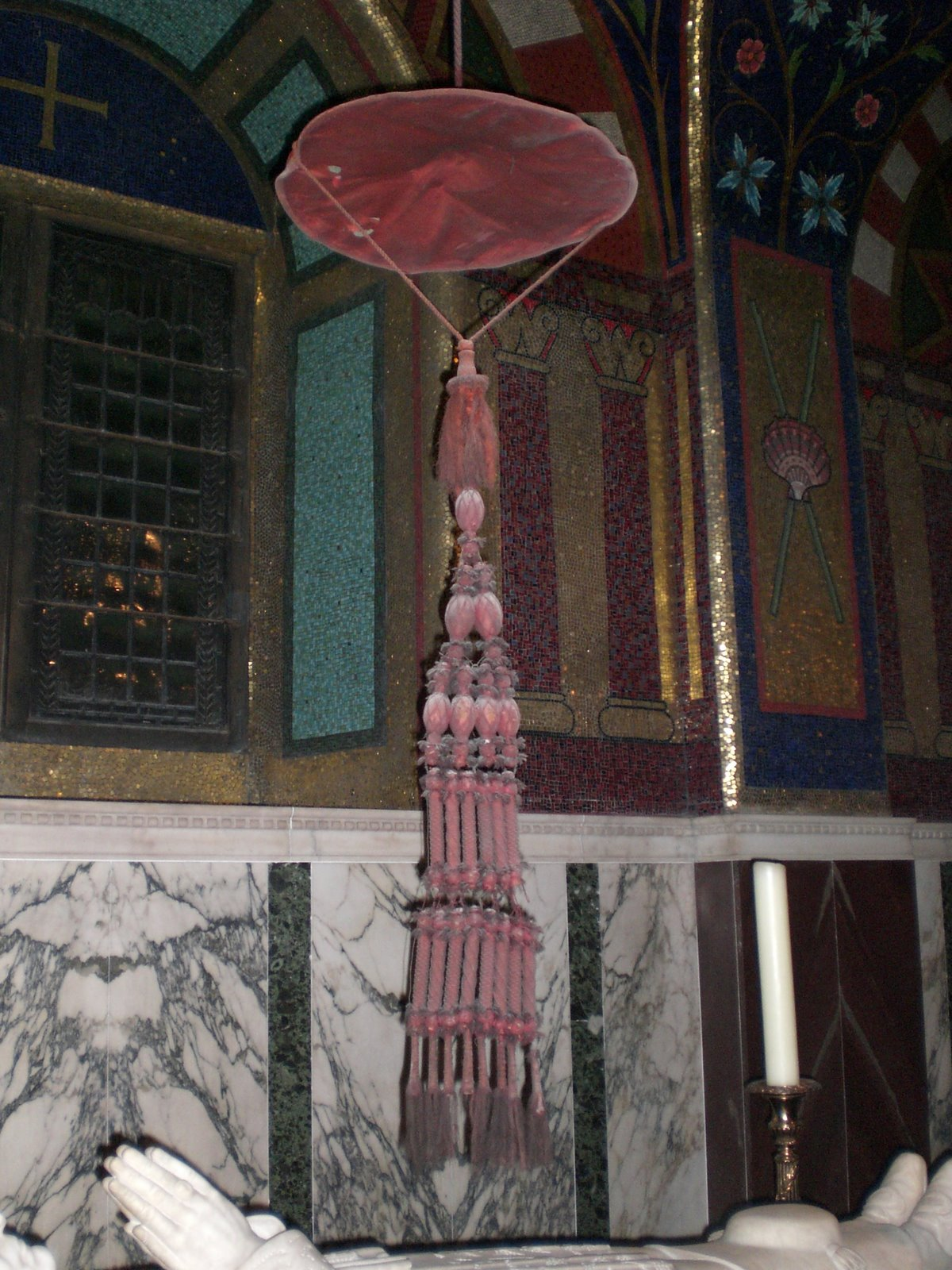
懸掛於某樞機石棺上方的主教帽

1969年，為了消除公眾對教會等級森嚴的印象，當時的教宗保祿六世廢除了主教帽的使用。如今教宗擢升樞機時只會頒授紅色的四角帽和小瓜帽。東儀天主教會的樞機有自己的帽飾。另外，一些樞機仍然私下保存自己的紅帽子（如果葬於主教座堂的話），以便死後遵循古例掛在墓穴上方，直到帽子化為飛灰，以顯示塵世名位的虛無。

## 牧徽
主教帽的形象如今主要留存於牧徽上，以代替一般徽章上、帶有好戰含意的頭盔和盔飾。帽子的形狀視乎設計師而定，但就算相似於「羅馬帽子」，在紋章學上仍視為主教帽。而牧徽上帽子的顏色與穗的數目亦表示了使用者的位階（例外的情況是，大中華地區主教牧徽上的主教帽以紫色代替綠色，以避開中國人對「戴綠帽」的忌諱）。

## 外部連結
- 天主教百科全書 - 牧徽（页面存档备份，存于）（英語）